# Noctua pronuba
Hibou
Pour l'autre espèce de papillons appelée « Hibou », voir Caligo eurilochus. Pour tous les homonymes, voir Hibou (homonymie).
Pour l'autre espèce de papillons appelée « Fiancée », voir Catocala sponsa. Pour le sens premier du terme, voir Fiancée.
Espèce
Le Hibou (Noctua pronuba), aussi appelé la Noctuelle fiancée, la Triphène fiancée ou la Fiancée, est une espèce de lépidoptères (papillons) de la famille des Noctuidae.

## Répartition
- Europe, Afrique du Nord, Asie centrale, Amérique du Nord.

## Description
De coloration très variable, du jaune clair jusqu'au brun rougeâtre, les femelles sont assez claires, les mâles foncés ; c'est l'espèce la plus commune du genre Noctua. Au repos, les ailes supérieures sont croisées à plat au-dessus de l'abdomen et cachent totalement les ailes inférieures.
La chenille varie du brun clair au brun foncé, est parfois verte ; elle présente sur le dos plusieurs séries de petits traits foncés.

## Biologie
Cette noctuelle occupe tous les milieux, jusqu'aux jardins et parcs des villes ; la chenille, polyphage, se nourrit de nombreuses plantes herbacées: Primula, Viola, Taraxacum, Rumex, poacées (graminées)...
Cette espèce est univoltine, le papillon vole d'avril à novembre (de juin à octobre en Europe occidentale). S'il est dérangé, il s'envole rapidement de son abri diurne, montre ses ailes inférieures jaunâtres et s'abat au sol où sa coloration terne le dissimule. Ce comportement rappelle celui de certains Criquets aux ailes inférieures vivement colorées.

## Galerie

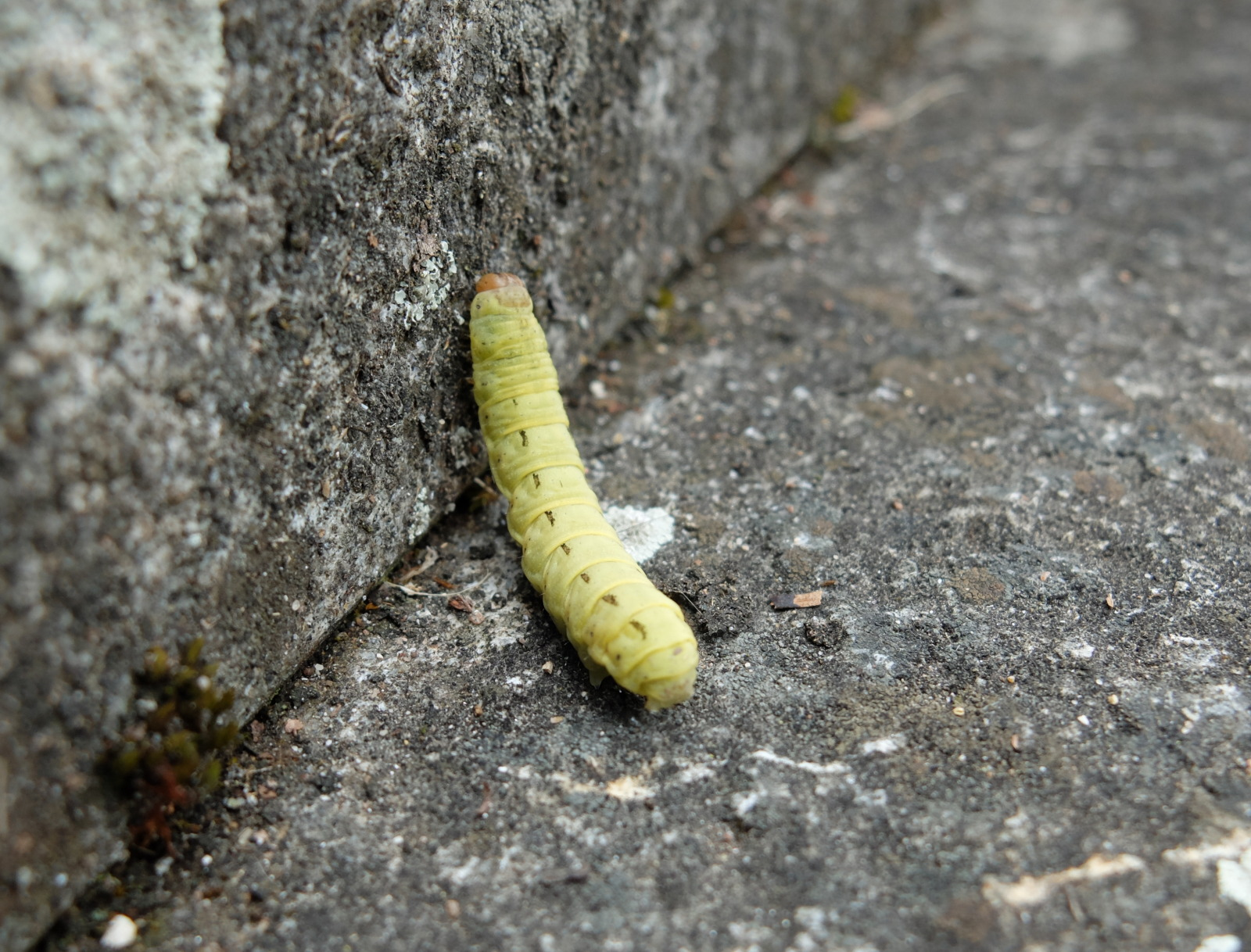
Chenille verte.
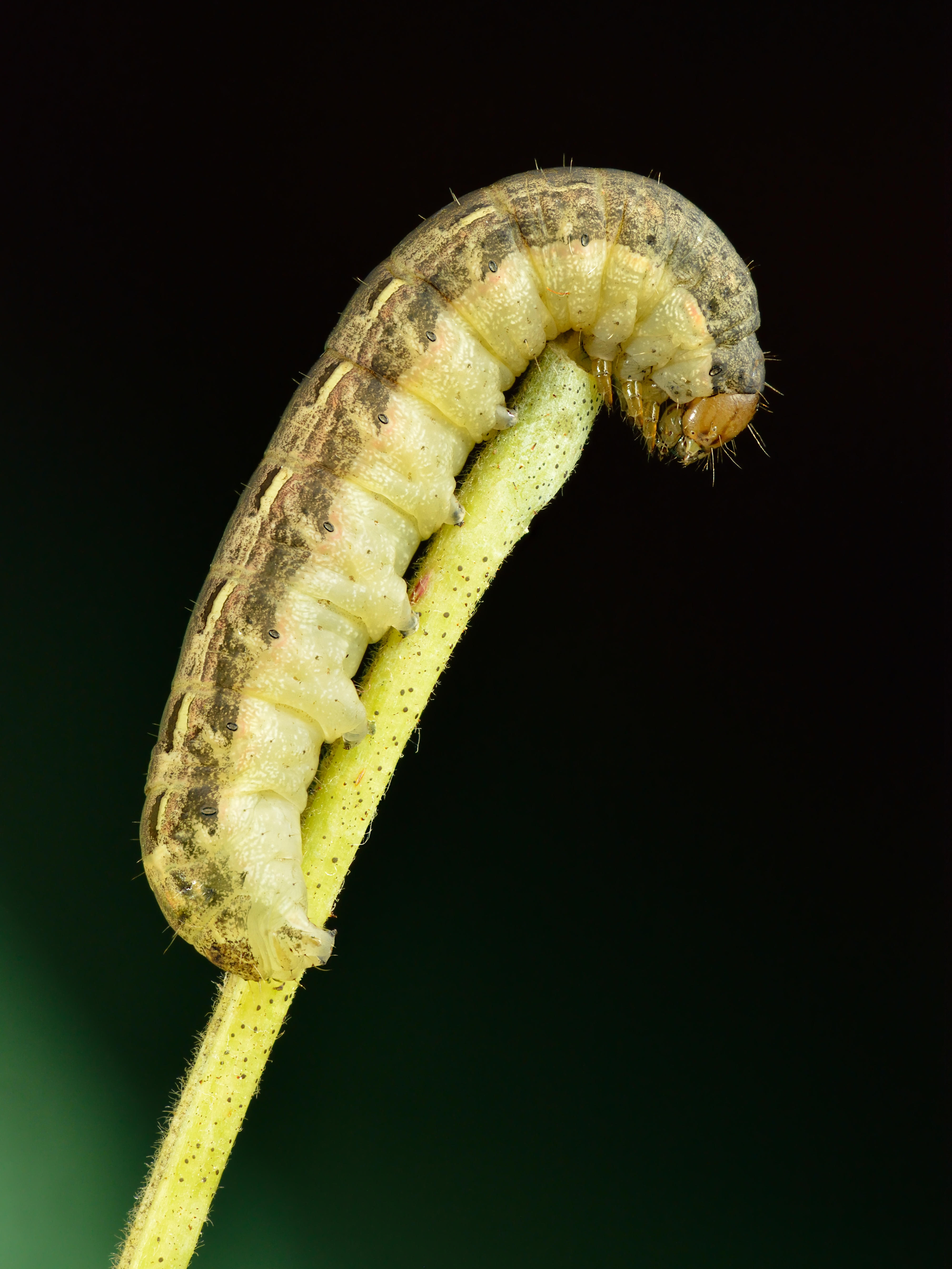
Chenille.
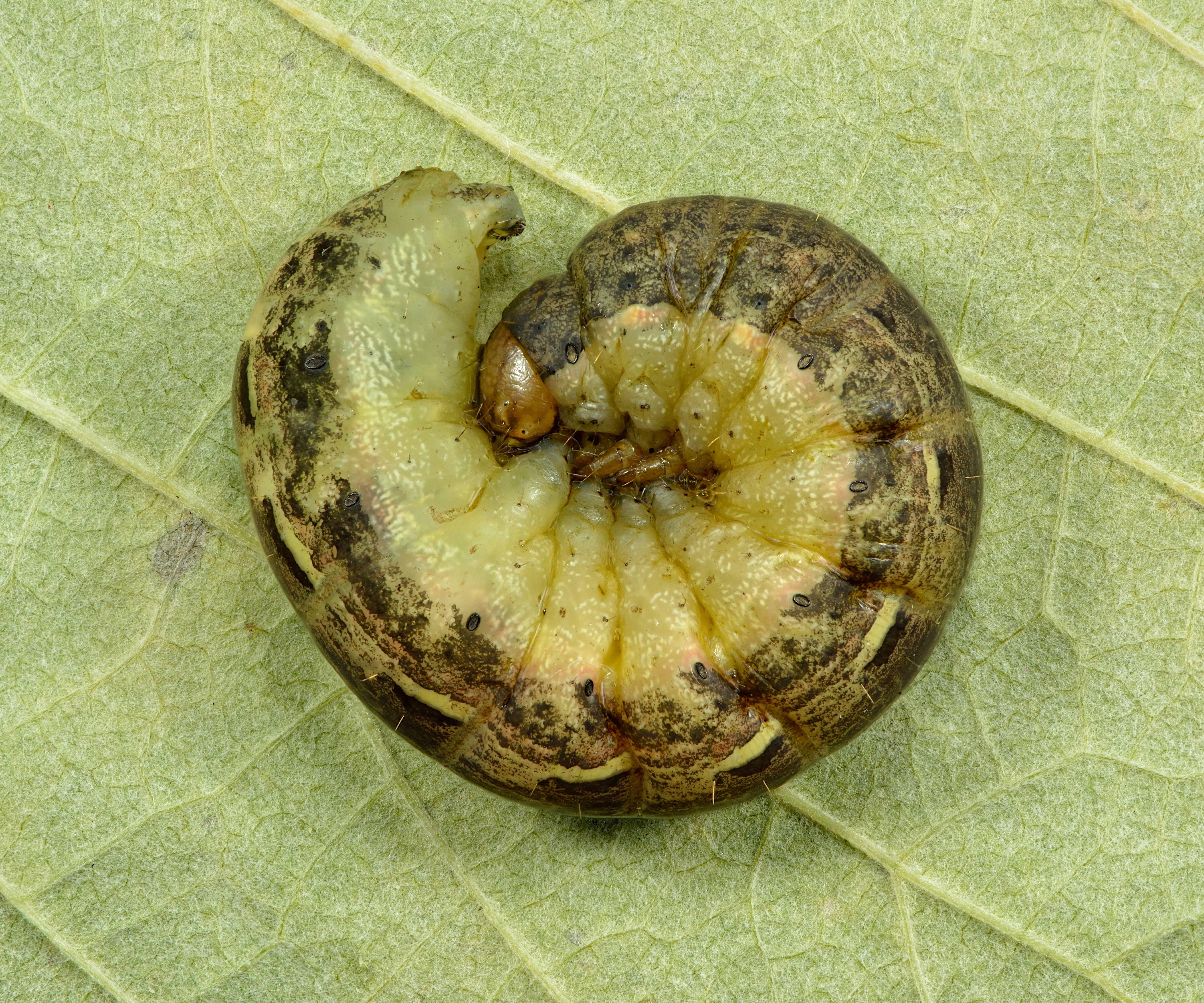
Une chenille de Noctua pronuba en posture défensive (Estonie).
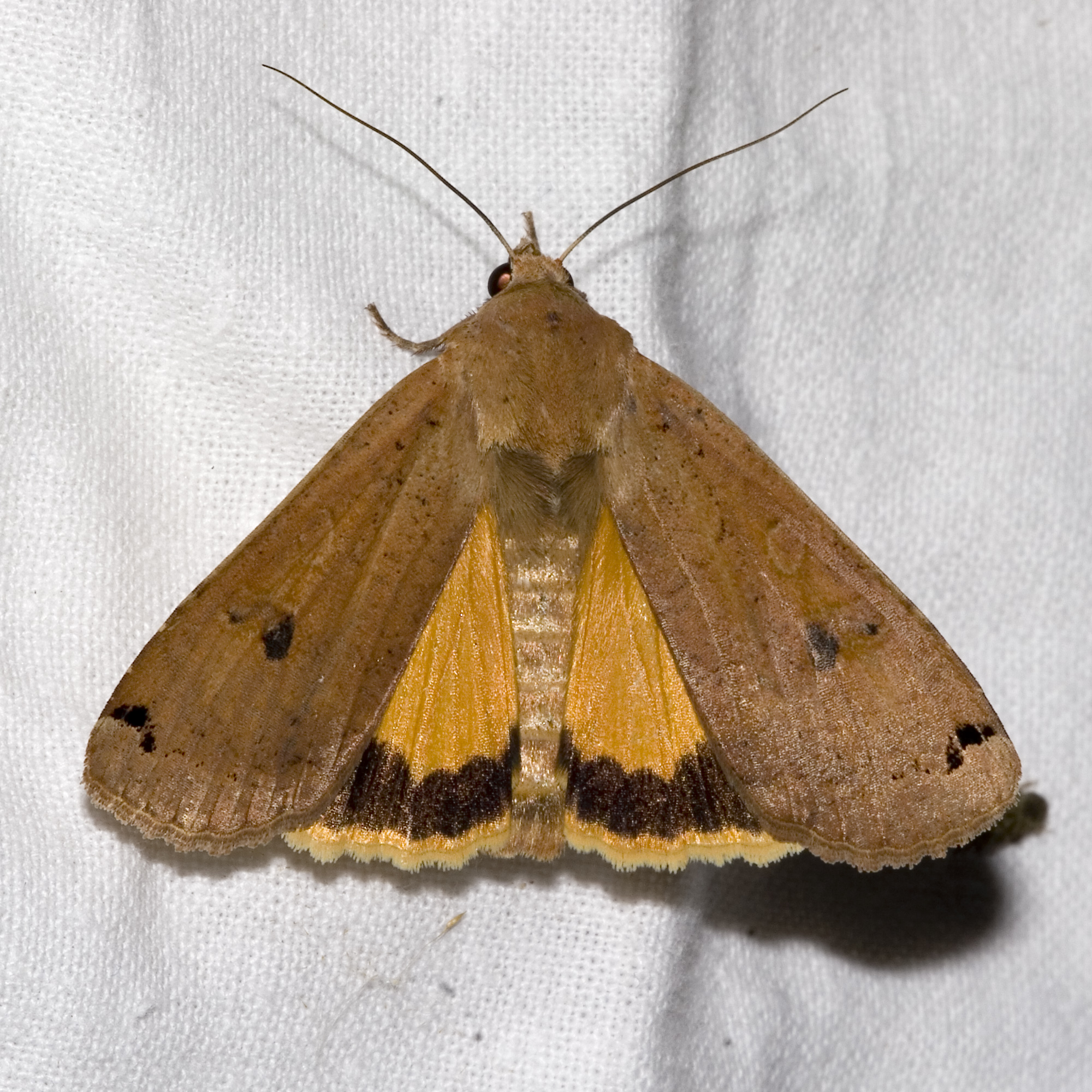
Noctua pronuba montrant les ailes inférieures.
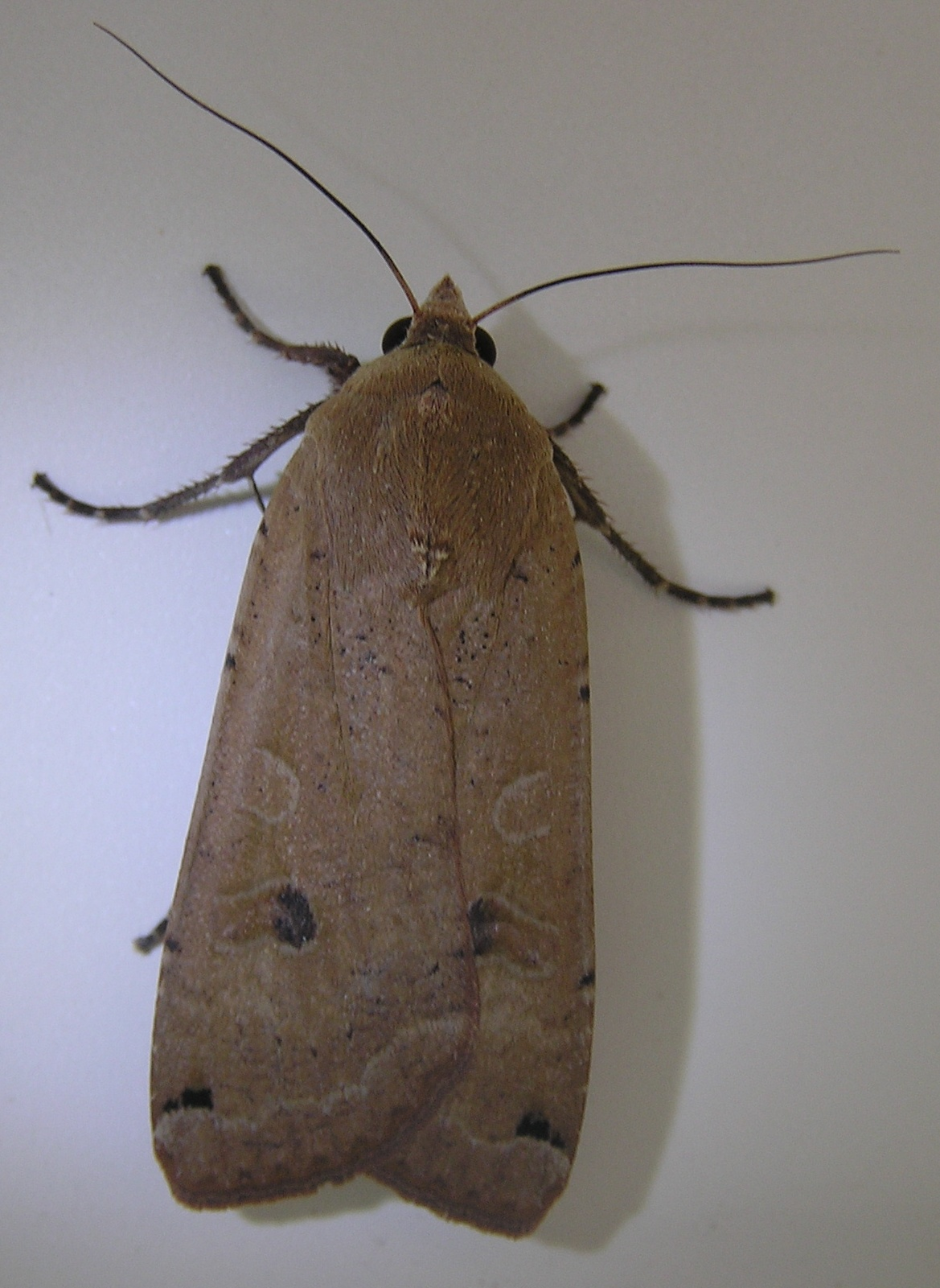
Au repos, mimétisme prononcé.
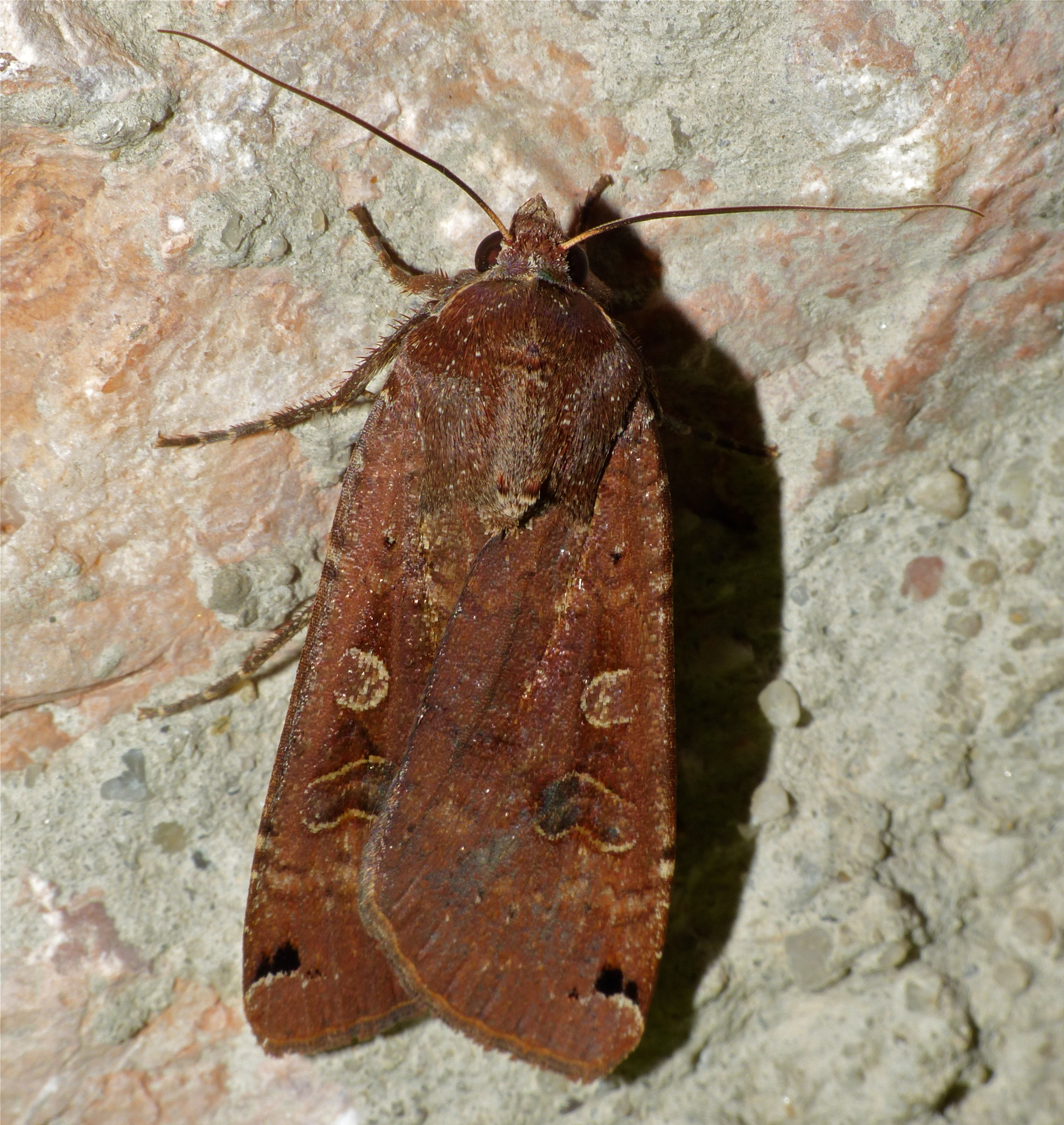
Au repos, brun rougeâtre.

## Étymologie et noms vernaculaires
L'épithète spécifique pronuba signifie en latin « celle qui accompagne et assiste la mariée » et est un surnom de la déesse Junon.
En français, cette espèce est généralement appelée le Hibou,. (nom qui désigne aussi un papillon de jour : Caligo eurilochus), ou encore la Noctuelle fiancée, la Triphène fiancée, ou simplement la Fiancée (ce dernier nom pouvant aussi s'appliquer aussi à un autre papillon nocturne, Catocala sponsa).
En allemand, l'espèce est appelée Hausmutter, la « mère de famille ». En anglais, plusieurs espèces du genre Noctua sont appelées yellow underwings (« ailes inférieures jaunes »), et Noctua pronuba est la large yellow underwing, la « Grande aux ailes inférieures jaunes », par contraste avec d'autres espèces plus petites (N. comes et N. interjecta, appelées respectivement lesser et least yellow underwing).

## Taxonomie
L'espèce actuellement appelée Noctua pronuba a été décrite pour la première fois par le naturaliste suédois Carl von Linné en 1758, sous le nom initial de Phalaena pronuba, dans le sous-genre Noctua.
Il existe les synonymes et autres combinaisons suivants, : 
- Phalaena pronuba Linnaeus, 1758 — protonyme
- Noctua connuba Hübner, [1822]
- Triphaena innuba Treitschke, 1825
- Agrotis pronuba (Linnaeus, 1758)
- Triphaena pronuba (Linnaeus, 1758)